# Хибна інформація
Хибна інформація, також мізінформація — це неправильна або оманлива інформація, що поширюється без наміру ввести в оману.. Відрізняється від дезінформації, яка є навмисно оманливою інформацією. Часто є ненадійною та неперевіреною інформацією, яка, навіть за умови подальшого спростування, може продовжувати впливати на думки та дії аудиторії.

## Історія
Одними з перших форм мізінформації прийнято вважати паскінади на політичних суперників в Італії в період Ренесансу .
Першою широкомасштабною кампанією з мізінформації стала «Велика місячна містифікація», опублікована в 1835 році в нью-йоркській газеті The Sun, у якій містилася серія статей, які нібито описують життя на Місяці, «доповнених ілюстраціями гуманоїдних істот-кажанів і блакитних єдинорогів». Масовий випуск новин у короткий термін також може призвести до фактичних помилок, як це було у випадку заголовку Chicago Tribune 1948 року «Дьюї перемагає Трумена».

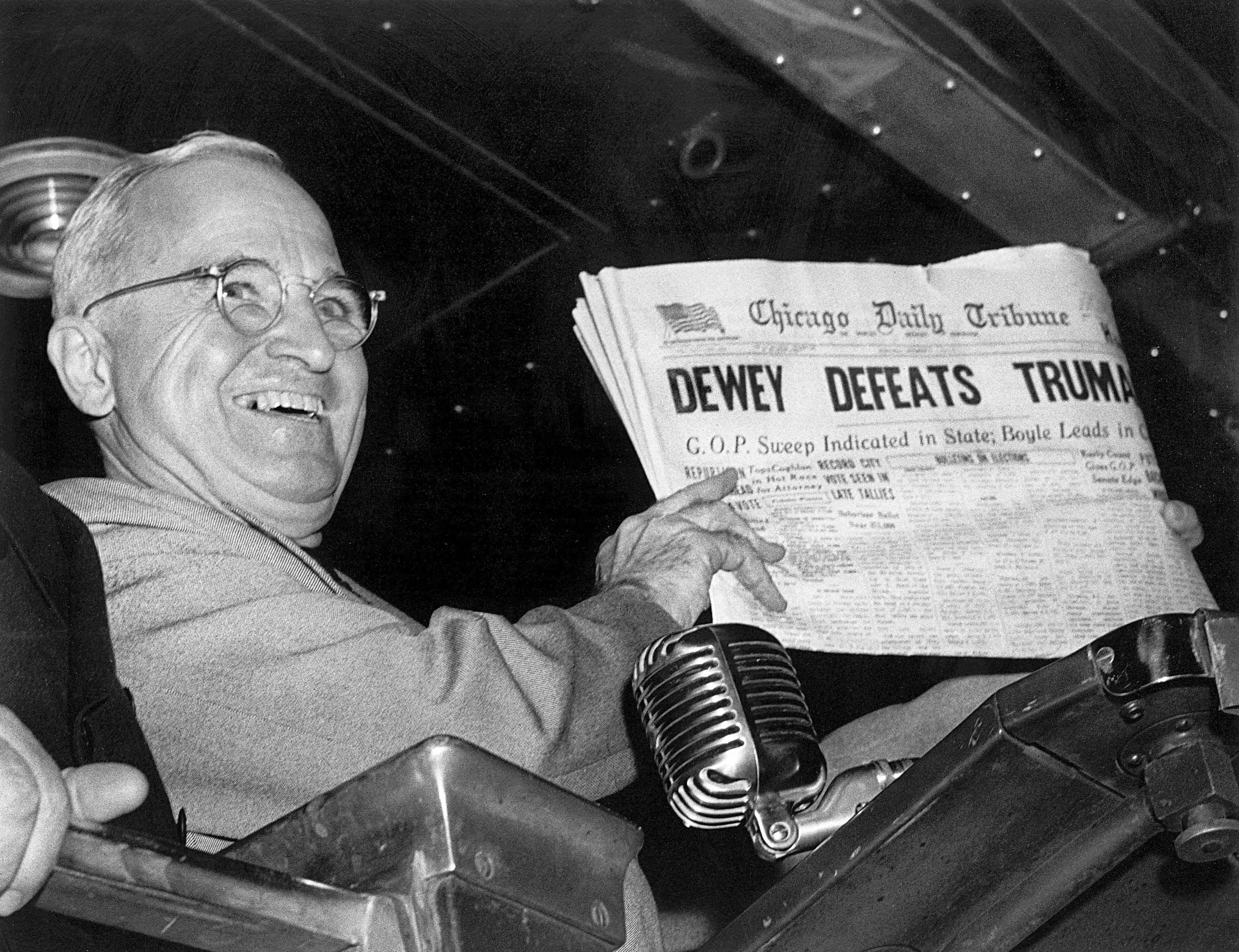
Гаррі С. Трумен показує невірний заголовок Chicago Tribune, що є прикладом мізінформації.

Розвиток Інтернету змінив традиційні способи поширення мізінформації. Згідно із спостереженнями під час президентських виборів у Сполучених Штатах у 2016 році контент з «ненадійних» веб-сайтів охоплював до 40 % американської аудиторії, незважаючи на те, що мізінформація становила лише 6 % усіх ЗМІ. Пізніше, під час пандемії COVID-19 мізінформація в поєднанні із недостатньою обізнаністю щодо науки про здоров'я та медицину сприяла виникненню подальшої мізінформації.

## Мізінформація в Інтернеті

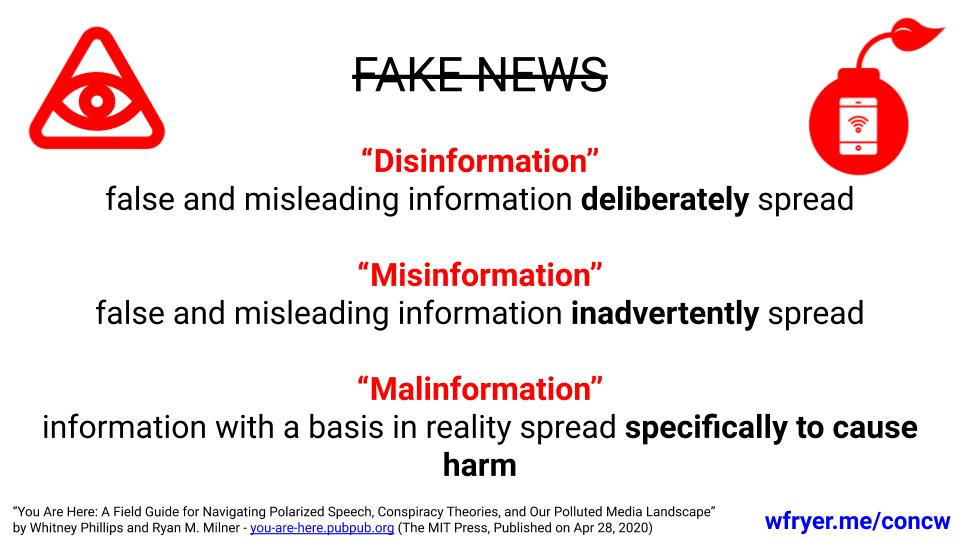
Ілюстрація відмінностей між дезінформацією, мізінформацією та малінформацією.

Соціальні медіа можуть сприяти поширенню мізінформації, наприклад, коли користувачі діляться інформацією без попередньої перевірки відповідної інформації. Також все частіше користувачі отримують інформацію з онлайн-джерел на основі персоналізованих алгоритмів, що створює ситуацію, коли вони можуть отримувати різні результати залежно від того, що певна цифрова платформа вважає відповідним їхнім інтересам, незалежно від якості такої інформації.
Новою тенденцією в інформаційному онлайн-середовищі є «відхід від публічного дискурсу до приватного, більш ефемерного обміну повідомленнями», що є викликом протидії мізінформації.